# چاتکوه بهرام بیگی
چاتکوه بهرام بیگی، روستایی از توابع بخش پاتاوه شهرستان دنا در استان کهگیلویه و بویراحمد ایران است.

## جمعیت
این روستا در دهستان پاتاوه قرار دارد و براساس سرشماری مرکز آمار ایران در سال ۱۳۸۵، جمعیت آن ۷۸ نفر (۱۵خانوار) بوده‌است.